# 約瑟夫·傑克森
約瑟夫·沃爾特·「喬」·傑克森（英語：Joseph Walter "Joe" Jackson，1928年7月26日—2018年6月27日）生于美国阿肯色州，歌手麥可·傑克森之父。

## 生平
他是美國音樂世家傑克森家族孩子們的父親。出生於阿肯色州的泉源山（Fountain Hill），是高中教师Samuel Jackson和他第一任妻子Crystal Lee King的长子，他有兩个弟弟Luther和Lawrence以及一个妹妹Verna。
他的父母在他12歲那年離婚，他隨父親移居到加利福尼亞州的奧克蘭。
18歲他移居到印第安那州並且結了婚，但婚姻只維持了幾個月，並無子女。离婚1年後他結識了現任妻子凱瑟琳·伊瑟·斯庫瑟。1949年他們在蓋瑞市結了婚。
兩人結婚後，約瑟夫曾经致力于當一名拳击手但不久便放弃，接受了另一份工作，成为了蓋瑞市无数钢铁工人中的一员。
他在1950年代末與他的弟弟Luther及另外四個朋友組建了一個搖滾樂團The Falcons。但他們並不成功，也未發行過任何音樂專輯，樂隊不久即解散。
2018年6月27日因癌症病逝，享年89岁。

## 家族成員
Joseph Jackson與Katherine Jackson有十個孩子，Joseph與Cheryl Terrell還有一個私生女Joh Vonnie Jackson
- 長女：Maureen Reillette "Rebbie" Jackson（莫林·瑞萊特·「瑞比」·傑克森）：生於1950年5月29日
- 長子：Sigmund Esco "Jackie" Jackson（齊格蒙·艾斯科·「傑基」·傑克森）：生於1951年5月4日
- 次子：Toriano Adaryll "Tito" Jackson（特利亞諾·阿達瑞奧·「狄托」·傑克森）：生於1953年10月15日
- 三子：Jermaine La Jaune Jackson（傑曼·拉賈尼·傑克森）：生於1954年12月11日
- 次女：La Toya Yvonne Jackson（拉托亞·伊馮妮·傑克森）：生於1956年5月29日
- 四子雙胞胎哥哥：Marlon David Jackson（馬龍·大衛·傑克森）：生於1957年3月12日
- 四子雙胞胎弟弟：Brandon Jackson（布蘭登·傑克森）：生於1957年3月12日，出生不久即死亡。
- 五子：Michael Joseph Jackson（麥克·約瑟夫·傑克森）：生於1958年8月29日，逝於2009年6月25日
- 六子：Steven Randall "Randy" Jackson（史蒂文·蘭道爾·蘭迪·傑克森）：生於1961年10月29日
- 三女：Janet Damita Jo Jackson（珍娜·達米塔·喬·傑克森）：生於1966年5月16日

## 相關鏈接
- 傑克森五人組